# Sites mégalithiques d'Indre-et-Loire
| \| Tours Chinon Loches \| Répartition géographique des sites : ne figurent sur la carte de · répartition que les sites existants et géolocalisés de manière · certaine au XXIe siècle. : dolmen - : menhir - : autre site mégalithique |
| Tours Chinon Loches |

Les sites mégalithiques d'Indre-et-Loire sont assez peu nombreux. C'est un mégalithisme peu spectaculaire avec des dolmens à l'architecture peu élaborée et des menhirs peu spectaculaires. Le phénomène mégalithique dans le département semble ainsi quelque peu en retrait par rapport à celui visible dans les régions immédiatement limitrophes de l'Anjou, du Poitou et même du Berry.

## Généralités

### Répartition géographique
Les dolmens peuvent se classer en trois groupes géographiques. La plus grande concentration existante, le « groupe chinonais », se situe dans la vallée et aux abords de la vallée de la Vienne et se poursuit, de manière plus diffuse, vers le sud-est du département. Un second groupe, autour de Reignac, se développe sur les plateaux de la Champeigne tourangelle et de la Gâtine de Loches. Au nord de la Loire, les dolmens sont beaucoup plus dispersés. En dehors de ces trois groupes, les monuments isolés sont rares. Les menhirs sont beaucoup plus diffus. On n'observe pas de correspondance entre la répartition des dolmens et celle des menhirs. La vallée de la Loire semble avoir constituée plus une barrière naturelle qu'un axe de diffusion.

### Matériaux et architecture
Les blocs de pierre utilisés sont essentiellement des grès, appelés localement « perrons », et des poudingues, les calcaires locaux, souvent trop fragiles, sont peu utilisés. Les deux-tiers des dolmens sont constitués de dalles en grès alors que la moitié des menhirs sont constitués avec des monolithes en poudingue. Le choix des matériaux est directement dicté par le substrat rocheux local : le lieu d'extraction des blocs et le site d'implantation des mégalithes sont voisins et dans la plupart des cas les matéraiaux ont été prélevés sur place.
Les dolmens du département sont de deux types : des dolmens rectangulaires et des dolmens à chambre circulaire ou sub-circulaire. Le dolmen de type angevin est curieusement absent dans le Chinonais alors qu'il abonde dans le Saumurois pourtant immédiatement voisin et qu'il existe quelques spécimens en amont dans le val de Loire (Pierre Levée du Vendômois). Dans une dizaine de cas, l'état actuel des monuments ne permet pas de les classifier. Pratiquement aucun dolmen n'a conservé de traces d'un éventuel tumulus. Le caractère sommaire des constructions n'a pas facilité leur conservation : dans l'ensemble, les dolmens n'ont pas bénéficié de solides fondations, les supports sont peu enfoncés dans le sol, voire simplement posés sur le sol d'origine sans fosse de calage. Plusieurs réutilisations d'anciens polissoirs en dalles de construction peuvent s'expliquer par la surreprésentation des grès qui constituent un matériau de choix pour le polissage. Les menhirs sont de taille modeste (trois seulement dépassent 3 m de hauteur). Le plus original d'entre eux est celui de Draché en raison de ses perforations naturelles.

### Matériel archéologique et datation
Tous les dolmens connus ont été pillés de longue date mais quelques fouilles ont permis de recueillir un petit matériel archéologique. Le mobilier lithique recueilli comprend de grands poignards en silex, des armatures de flèches tranchantes et des pointes de flèches à pédoncule, quelques haches (taillées ou polies) et divers éclats de silex non caractéristiques. Les objets de parure retrouvés sont rares : hachette en fibrolithe, perles (en nacre, quartz, calcaire), os poli et canines d'animaux percées réutilisés en pendeloques, coquillages extraits des sites à faluns. Le mobilier céramique comprend des vases type « pot de fleur », des débris de vase à fond rond, des tessons à décor pointillé ou comportant des cordons imprimés.
Les mégalithes d'Indre et-Loire semblent dater de la fin de la grande période d'érection de ces monuments, entre 2500 et 2000 av. J.-C..

## Inventaire
Les premiers inventaires des mégalithes de Touraine apparaissent au début du XIXe siècle (N. Champoiseau en 1840, abbé Bourassé en 1842 et 1846). Au milieu du siècle, les principaux monuments, essentiellement des dolmens, ont déjà été décrits et divers érudits locaux complètent progressivement ce recensement en signalant des monuments mégalithiques moins connus de leur secteur. Dans la seconde moitié du siècle, en exploitant les informations topologiques du Dictionnaire géographique, historique et biographique d'Indre-et-Loire et de l'ancienne province de Touraine  de Carré de Busserolle, et en les complétant par enquêtes sur le terrain, Louis Bousrez découvre six dolmens et onze menhirs supplémentaires. Dans son ouvrage Les Monuments mégalithiques de la Touraine paru en 1894, Bousrez recense ainsi 55 mégalithes (33 dolmens, 20 menhirs, 2 cromlechs) auxquels il ajoute en 1895 1 reste d'alignement, 8 pierres à légendes, 2 polissoirs et 17 tumulus. Dans son inventaire de 1963, Gérard Cordier retient pour le département 27 dolmens encore visibles, 15 menhirs, 1 alignement et 1 pseudo-cromlech.
| Site                          | Commune                   | Remarque                                                                | État                       | Coordonnées                                                                        | Illustration                                                             |
| ----------------------------- | ------------------------- | ----------------------------------------------------------------------- | -------------------------- | ---------------------------------------------------------------------------------- | ------------------------------------------------------------------------ |
| Dolmen du Bois des Plantes    | Artannes-sur-Indre        |                                                                         | détruit vers 1820          |                                                                                    |                                                                          |
| Dolmen de Pierrefitte         | Auzouer-en-Touraine       |                                                                         | Classé MH (1889)           | 47° 31′ 53″ N, 0° 54′ 50″ E                                                        | Dolmen de Pierrefitte dans le parc du château à Auzouer-en-Touraine (37) |
| Cromlech de la Croix Bonnin   | Beaulieu-lès-Loches       | monument douteux, pseudo-cromlech                                       | Classé MH (1889)           | 47° 07′ 40″ N, 1° 02′ 00″ E                                                        |                                                                          |
| Dolmen de la Grosse Pierre    | Beaumont-en-Véron         |                                                                         |                            | 47° 10′ 43″ N, 0° 10′ 10″ E                                                        |                                                                          |
| Menhir de Montifray           | Beaumont-la-Ronce         |                                                                         | Classé MH (1943)           | 47° 33′ 49″ N, 0° 38′ 01″ E                                                        | Menhir de Montifray                                                      |
| Pierre Levée                  | Beaumont-la-Ronce         | autre nom dolmen de la Haute-Barde                                      | Classé MH (1889)           | 47° 34′ 04″ N, 0° 37′ 22″ E                                                        | Pierre Levée                                                             |
| Palet de Gargantua            | Brizay                    | autre nom dolmen des Brélandières                                       | Inventaire général         | 46° 06′ 08″ N, 0° 23′ 08″ E                                                        | Palet de Gargantua                                                       |
| Pierre Levée                  | Bueil-en-Touraine         | dolmen                                                                  | détruit vers 1914          |                                                                                    |                                                                          |
| Pierre de David               | Cangey                    | autre nom menhir du Moulin de Lée                                       |                            | 47° 28′ 26″ N, 1° 04′ 42″ E                                                        |                                                                          |
| Le Gros Chillou               | Céré-la-Ronde             | menhir                                                                  | détruit                    |                                                                                    |                                                                          |
| La Grosse Pierre              | Cerelles                  | menhir incertain                                                        |                            |                                                                                    |                                                                          |
| Haute Borne                   | Chanceaux-près-Loches     | autres noms Grande-Borne, menhir de Trompe-souris                       |                            | 47° 07′ 48″ N, 0° 56′ 21″ E                                                        |                                                                          |
| Polissoir du Bois de Baudry   | Chanceaux-sur-Choisille   |                                                                         |                            | 47° 29′ 33″ N, 0° 43′ 15″ E                                                        |                                                                          |
| Palets de Gargantua           | Charnizay                 |                                                                         | Classé MH (1951)           | 46° 55′ 29″ N, 1° 00′ 38″ E                                                        |                                                                          |
| Menhir de Vaujours            | Château-la-Vallière       | autre nom La Pierre                                                     |                            | 47° 32′ 15″ N, 0° 20′ 12″ E                                                        |                                                                          |
| Menhir de la Prade            | Chaumussay                |                                                                         |                            | 46° 52′ 57″ N, 0° 49′ 42″ E                                                        |                                                                          |
| Pierre Bachelière             | Chédigny                  | menhir                                                                  |                            | 47° 14′ 50″ N, 0° 58′ 51″ E                                                        |                                                                          |
| Menhir du Chillou             | Chezelles                 |                                                                         |                            |                                                                                    |                                                                          |
| Pierre Levée                  | Civray-sur-Esves          | vestige mégalithique indéterminé,                                       |                            | 47° 02′ 47″ N, 0° 44′ 28″ E                                                        |                                                                          |
| Dolmen de Continvoir          | Continvoir                | dolmen incertain                                                        |                            | 47° 23′ 21″ N, 0° 12′ 55″ E                                                        |                                                                          |
| Menhir de la Besselière       | Continvoir                | menhir incertain                                                        |                            | 47° 25′ 26″ N, 0° 12′ 52″ E                                                        |                                                                          |
| Gros-Chillou                  | Cravant-les-Côteaux       | autre nom dolmen de Briançon                                            |                            | 47° 08′ 52″ N, 0° 18′ 47″ E                                                        |                                                                          |
| Gros Perron                   | Crotelles                 | menhir                                                                  |                            | 47° 32′ 47″ N, 0° 50′ 16″ E                                                        |                                                                          |
| Chillou du Feuillet           | Descartes                 |                                                                         | Classé MH (1911)           | 47° 01′ 07″ N, 0° 40′ 28″ E                                                        |                                                                          |
| Pierre Percée                 | Draché                    | autres noms Pierre des Érables, Pierre des Arabes ou Bogue de Gargantua | Classé MH (1911)           | 47° 04′ 22″ N, 0° 36′ 26″ E                                                        |                                                                          |
| Menhir des Cormiers           | Épeigné-sur-Dême          |                                                                         |                            | 47° 42′ 31″ N, 0° 37′ 41″ E                                                        |                                                                          |
| Dolmen du Moulin de Sauquet   | Esvres                    |                                                                         |                            | 47° 16′ 08″ nord, 0° 47′ 39″ est                                                   |                                                                          |
| Dolmen des Chilloux           | Faye-la-Vineuse           |                                                                         | disparu                    |                                                                                    |                                                                          |
| Polissoir de Ferrière-Larçon  | Ferrière-Larçon           |                                                                         | Classé MH (1889)           | conservé au Musée de la Préhistoire du Grand-Pressigny 46° 59′ 34″ N, 0° 52′ 56″ E |                                                                          |
| Dolmen de Maumont             | Fondettes                 |                                                                         | disparu                    |                                                                                    |                                                                          |
| Dolmen de la Roche Meon       | Gizeux                    | dolmen douteux                                                          |                            | 47° 23′ 37″ N, 0° 10′ 24″ E                                                        |                                                                          |
| Pavé de Saint-Lazare          | L'Île-Bouchard            | dolmen                                                                  |                            | 47° 07′ 27″ N, 0° 26′ 01″ E                                                        |                                                                          |
| Dolmen du Bois de Neuilly     | Lémeré                    |                                                                         |                            | 47° 04′ 48″ N, 0° 19′ 35″ E                                                        |                                                                          |
| Pierre Levée                  | Le Liège                  | autre nom dolmen d''Hys                                                 |                            | 47° 13′ 21″ N, 1° 05′ 01″ E                                                        |                                                                          |
| Le Carroir Bon Air            | Ligré                     |                                                                         | Classé MH (1889)           | 47° 06′ 52″ N, 0° 16′ 22″ E                                                        |                                                                          |
| Menhir de la Grange,          | Luzillé                   |                                                                         |                            | 47° 16′ 21″ N, 1° 02′ 52″ E                                                        |                                                                          |
| Pierre Saint-Martin           | Luzillé                   |                                                                         | Classé MH (1952)           | 47° 15′ 17″ N, 1° 02′ 58″ E                                                        |                                                                          |
| Pierre Levée                  | Maillé                    | dolmen                                                                  | ruiné                      | 47° 02′ 11″ N, 0° 34′ 22″ E                                                        |                                                                          |
| Dolmen de la Roche            | Manthelan                 |                                                                         |                            | 47° 08′ 56″ nord, 0° 48′ 24″ est                                                   |                                                                          |
| Dolmen de la Fennétrie        | Marçay                    |                                                                         | détruit                    |                                                                                    |                                                                          |
| Pierre Levée                  | Marcilly-sur-Maulne       | dolmen                                                                  |                            | 47° 32′ 42″ N, 0° 13′ 21″ E                                                        |                                                                          |
| Pierre qui Tourne             | Mettray                   | menhir                                                                  | disparu                    |                                                                                    |                                                                          |
| Dolmen de Marcilly            | Neuillé-Pont-Pierre       |                                                                         |                            | 47° 34′ 33″ N, 0° 31′ 12″ E                                                        |                                                                          |
| Polissoir du Camp de Brenne   | Neuilly-Le-Brignon        |                                                                         |                            | conservé au Musée du Grand-Pressigny 46° 55′ 18″ N, 0° 48′ 10″ E                   |                                                                          |
| Dolmen du Brouillard          | Neuvy-le-Roi              |                                                                         | disparu                    |                                                                                    |                                                                          |
| Polissoirs du Bois du Gué     | Neuvy-le-Roi              | 2 polissoirs                                                            |                            | 47° 35′ 07″ N, 0° 35′ 56″ E                                                        |                                                                          |
| Pierre Fitte                  | Nouâtre                   | menhir incertain                                                        |                            | 47° 01′ 21″ N, 0° 34′ 17″ E                                                        |                                                                          |
| Pierre à Vinaigre             | Nouzilly                  | menhir                                                                  |                            | 47° 32′ 05″ N, 0° 43′ 33″ E                                                        |                                                                          |
| Dolmen de la Hacherie         | Noyant-de-Touraine        |                                                                         | disparu                    |                                                                                    |                                                                          |
| Dolmen des Piraudières        | Noyant-de-Touraine        |                                                                         | disparu                    |                                                                                    |                                                                          |
| Dolmen de la Brèche           | Parçay-sur-Vienne         | dolmen                                                                  | disparu                    | 47° 06′ 06″ N, 0° 27′ 40″ E                                                        |                                                                          |
| Dolmen de la Pierre Chaude    | Paulmy                    |                                                                         | Classé MH (1911)           | 46° 58′ 44″ N, 0° 48′ 12″ E                                                        |                                                                          |
| Polissoir de la Chauvelière   | Paulmy                    |                                                                         |                            | déplacé                                                                            |                                                                          |
| Pierre Levée                  | Perrusson                 | dolmen                                                                  | disparu                    |                                                                                    |                                                                          |
| Polissoir Fixe des Bordes,    | Le Petit-Pressigny        | autres noms Pierre Birette ou Pierre du Diable ou Cœur de Rirette       | Classé MH (1912)           | conservé au Musée du Grand-Pressigny 46° 55′ 19″ N, 0° 48′ 12″ E                   |                                                                          |
| Pierre Levée                  | Pouzay                    | dolmen                                                                  |                            | 47° 04′ 13″ N, 0° 32′ 53″ E                                                        |                                                                          |
| Menhir de Doulx               | Pussigny                  |                                                                         | disparu entre 1894 et 1923 |                                                                                    |                                                                          |
| Pierre Levée                  | Pussigny                  | autre nom dolmen de Doux                                                | Classé MH (1945)           | 46° 58′ 44″ N, 0° 31′ 17″ E                                                        |                                                                          |
| Dolmen de Reignac             | Reignac-sur-Indre         |                                                                         | remanié                    | 47° 14′ 05″ nord, 0° 54′ 09″ est                                                   |                                                                          |
| Pierre Saint-Urbain           | Rillé                     | menhir                                                                  |                            | 47° 28′ 23″ N, 0° 11′ 40″ E                                                        |                                                                          |
| Les Trois Chiens              | Rillé                     | alignement mégalithique                                                 |                            | 47° 26′ 06″ N, 0° 12′ 12″ E                                                        |                                                                          |
| Dolmen de la Grotte aux Fées  | Saint-Antoine-du-Rocher   |                                                                         | Classé MH (1914)           | 47° 27′ 47″ N, 0° 39′ 01″ E                                                        |                                                                          |
| Polissoir de Bois-Livière     | Saint-Cyr-sur-Loire       |                                                                         |                            | conservé au Musée du Grand-Pressigny                                               |                                                                          |
| Pierre Philippe               | Saint-Germain-sur-Vienne  | dolmen autres noms Pierre Fritte, Pierrefitte                           | disparu                    |                                                                                    |                                                                          |
| Dolmen de Boumiers            | Sainte-Maure-de-Touraine  |                                                                         | Classé MH (1945)           | 47° 05′ 03″ N, 0° 35′ 56″ E                                                        |                                                                          |
| Pierre Levée                  | Saint-Paterne-Racan       | menhir                                                                  |                            | 47° 34′ 25″ N, 0° 30′ 37″ E                                                        |                                                                          |
| Polissoir d'Hodebert          | Saint-Paterne-Racan       |                                                                         |                            |                                                                                    |                                                                          |
| Pierre Levée                  | Saint-Quentin-sur-Indrois | autre nom dolmen de Mallée                                              |                            | 47° 12′ 38″ N, 1° 03′ 29″ E                                                        |                                                                          |
| Dolmen de Villaine            | Sublaines                 |                                                                         |                            | 47° 16′ 36″ N, 0° 59′ 37″ E                                                        |                                                                          |
| Pierre aux Œufs               | Sublaines                 | dolmen                                                                  | disparu                    |                                                                                    |                                                                          |
| Pierre de la Croix de la Main | Sublaines                 | menhir                                                                  | disparu                    |                                                                                    |                                                                          |
| Dolmens de Malicorne          | Tauxigny-Saint-Bauld      | 2 dolmens                                                               | disparus                   |                                                                                    |                                                                          |
| Pierre Levée                  | Thilouze                  | menhir probable                                                         |                            | 47° 14′ 40″ N, 0° 36′ 05″ E                                                        |                                                                          |
| Pierre Couverte               | Thizay                    | dolmen                                                                  |                            | 47° 09′ 59″ N, 0° 08′ 17″ E                                                        |                                                                          |
| Le Chillou                    | Veigné                    | menhir                                                                  | détruit                    |                                                                                    |                                                                          |
| Pierre aux Joncs              | Villandry                 |                                                                         |                            | 47° 19′ 34″ N, 0° 29′ 43″ E                                                        |                                                                          |
| Haute Pierre                  | Villiers-au-Bouin         | dolmen                                                                  |                            | 47° 35′ 16″ N, 0° 19′ 33″ E                                                        |                                                                          |
| Pierre Levée de Confluent     | Yzeures-sur-Creuse        |                                                                         |                            | 46° 46′ 39″ N, 0° 50′ 20″ E                                                        | Pierre Levée de Confluent                                                |

## Folklore associé
L'association des monuments à l'épopée gargantuesque semble assez récente. Elle n'est pas confirmée par la toponymie (seuls deux monuments se nomment explicitement Palets de Gargantua) et Bousrez, qui s'intéressait pourtant de près aux tradtions populaires, cite relativement peu souvent Gargantua dans ses travaux, alors même que l'on se situe dans le pays natal de Rabelais. D'une manière plus générale, les noms donnés aux dolmens sont peu originaux, oubliés ou absents cetle monument est désigné le plus souvent par la toponymie moderne du site d'implantation. La croissance supposée des menhirs et leur giration à certains moments de la journée ou de l'année sont les deux seules croyances populaires fréquentes, mais elles ne sont pas propres à la Touraine.